# Józef Mężnicki
Józef Mężnicki (ur. 14 marca 1876 w Częstochowie, zm. 11 listopada 1940 w Sachsenhausen) – polski duchowny katolicki, kanonik, dziekan dekanatu kolskiego.

## Życiorys
Urodził się w Częstochowie. Syn Ludwika, powstańca styczniowego i działacza społecznego, oraz Teodory z domu Mączyńskiej. Miał dwie siostry i trzech braci. Ochrzczony został w Kaplicy Matki Boskiej Częstochowskiej na Jasnej Górze.
Uczęszczał do Gimnazjum Męskiego w Częstochowie z rosyjskim językiem wykładowym, z którego został karnie usunięty i poddany dozorowi policyjnemu za posiadanie książki na temat powstania styczniowego. Dzięki amnestii po śmierci cara Aleksandra III Romanowa, ukończył ostatecznie gimnazjum rządowe w Piotrkowie Trybunalskim, a następnie, w 1895 roku, rozpoczął studia filozoficzno-teologiczne w Wyższym Seminarium Duchownym we Włocławku.
Święcenia kapłańskie otrzymał 29 sierpnia 1899 roku w bazylice jasnogórskiej Znalezienia Krzyża Świętego i Narodzenia Najświętszej Maryi Panny w Częstochowie, z rąk biskupa Henryka Piotra Kossowskiego. Następnie został skierowany na stanowisko wikariusza w Rozprzy, skąd po 10 miesiącach przeniesiono go do parafii Podwyższenia Krzyża Świętego w Kole. Pracował tam przez osiem lat – również jako prefekt i katecheta w szkołach. Zorganizował także męski chór farny. W 1905 roku zwolniono go z obowiązków wikariusza i od tego czasu pracował w Kole jako prefekt. W 1906 roku był jednym z członków założycieli Polskiej Macierzy Szkolnej dla powiatu kolskiego, był również współzałożycielem Stowarzyszenia Robotników Chrześcijańskich w Kole.
W 1909 roku został przeniesiony jako wikariusz do parafii św. Zygmunta w Częstochowie, gdzie podjął także pracę w szkole kolejowej. Angażował się w działalność spółdzielni spożywczych, był m.in. przewodniczącym Okręgowej Komisji Wspólnych Zakupów w Częstochowie. W 1910 roku uczestniczył w krajowym zjeździe stowarzyszeń spożywczych. Zaangażowany był w działalność Stowarzyszenia Spożywców „Jedność” w Częstochowie. W 1911 roku objął funkcję wiceprezesa Rady Nadzorczej Związku Stowarzyszeń Spożywców. W Częstochowie pełnił także funkcję patrona Stowarzyszenia Robotników Chrześcijańskich Świętej Rodziny oraz prezesa Wydziału Kolonii Letnich Towarzystwa Dobroczynności, a w latach 1910–1913 był kapelanem Ochotniczej Straży Ogniowej w Częstochowie. Był również działaczem Towarzystwa Kredytowego i Towarzystwa Pożyczkowo-Oszczędnościowego.
Od 1913 roku był proboszczem parafii św. Michała Archanioła w Rajsku koło Kalisza. Podczas pracy w Rajsku jego staraniem odnowiono i rozbudowano zabytkowy kościół parafialny, był także opiekunem straży pożarnej i działaczem ludowym, brał również udział w wybudowaniu domu ludowego i domu spółdzielczego. W 1913 roku wybrano go wiceprezesem Związku Polskich Stowarzyszeń Spożywców oraz członkiem jego Rady Nadzorczej i Działu Rewizyjnego. W tym samym roku został też prezesem ochotniczej straży pożarnej w Rajsku, funkcję tę pełnił do 1929 roku. 15 grudnia 1918 roku był jednym z przewodniczących wiecu powszechnego, w którym miało uczestniczyć około 15 tysięcy osób. Na przełomie lat 1919–1920 utworzył w Rajsku stowaryszenie młodzieżowe zrzeszone w Lidze Katolickiej. W 1921 roku był organizatorem Straży Obywatelskiej w Rajsku, angażował się także w działalność sejmiku powiatu kaliskiego.
15 stycznia 1923 roku biskup Stanisław Zdzitowiecki mianował go kanonikiem honorowym kolegiaty kaliskiej. W 1925 roku miał objąć stanowisko proboszcza i dziekana w Łasku, na skutek protestów parafian pozostał jednak proboszczem w Rajsku. W związku z pogarszającym się stanem zdrowia poprosił o przydzielenie do parafii wikariusza, w związku z brakiem możliwości dla spełnienia tej prośby, we wrześniu 1929 roku został przeniesiony na urząd proboszcza w parafii Podwyższenia Krzyża Świętego w Kole. W październiku tego samego roku został także dziekanem dekanatu kolskiego. Angażował się w działalność Akcji Katolickiej. Jego staraniem wybudowano także w Kole dom parafialny, oprócz tego, zablokował również drogę przebiegającą przez plac kościelny, oddzielającej świątynię od plebanii, poprzez zamurowanie bramy w parkanie i pozostawiając jedynie wąskie przejście dla pieszych.
Na przełomie 1932 i 1933 roku popadł w konflikt z posługującymi w Kole wikariuszami. W 1933 roku rada Szkoły Powszechnej nr 1 zdecydowała także o tym, że dzieci z tej szkoły będą uczęszczać na nabożeństwa do kościoła klasztornego, spodowowane było to niewłaściwym odnoszeniem się ks. Mężnickiego do uczniów i grona pedagogicznego. Według proboszcza,  zmiana ta spowodowana była chęcią dyskredytacji go przez środowiska socjalistyczne, którym mieli ulec nauczyciele oraz prefekt.
Podczas II wojny światowej mieszkał nadal przy kościele Podwyższenia Krzyża Świętego. 26 sierpnia 1940 roku został aresztowany i osadzony w obozu przejściowego w Szczeglinie, skąd po trzech dniach przetransportowano go do obozu koncentracyjnego Sachsenhausen. W Sachsenhausen osadzono go w bloku 18a, od samego początku pobytu w obozie poddawany był torturom i był maltretowany przez SS-manów.
Zmarł z powodu choroby wrzodowej i wycieńczenia, 11 listopada 1940 roku. Jego ciało spalono w obozowym krematorium.

## Ordery i odznaczenia
- Złoty Krzyż Zasługi (14 lipca 1936)[15]

## Upamiętnienie
W Kole znajduje się jedno miejsce upamiętniające osobę ks. kanonika Józefa Mężnickiego. W kościele farnym Podwyższenia Krzyża Świętego, na północnej ścianie kruchty, umieszczona jest tablica pamiątkowa. Ufundował ją ks. kanonik Stanisław Piotrowski, a poświęcenia dokonał 29 listopada 1970 roku biskup włocławski Jan Zaręba. Na tablicy z błędem wypisano na miejsce śmierci (Dachau zamiast Sachsenhausen).
W 2015 roku poświęconą mu tablicę odsłonięto na budynku Powszechnej Spółdzielni Spożywców „Jedność” w Częstochowie.
W 2021 roku jego nazwisko umieszczono na pomniku ofiar nazizmu na cmentarzu Altglienicke w Berlinie.